# Gustavo Díaz Ordaz

Gustavo Diaz Ordaz

Gustavo Díaz Ordaz Bolaños (phát âm tiếng Tây Ban Nha: [gustaβo ðiaθ orðaθ], 12 tháng 3 năm 1911 - 15 tháng 7 năm 1979) là một chính trị gia Mexico và là thành viên của Đảng cách mạng thể chế (PRI). Ông từng là Tổng thống Mexico từ năm 1964 đến năm 1970.
Díaz Ordaz Bolaños sinh ra ở San Andrés Chalchicomula (nay là Ciudad Serdán, Puebla). Cha của ông, Ramón Díaz Ordaz Redonet, từng làm kế toán. Mẹ của ông, Sabina Bolaños Cacho de Díaz Ordaz, đã làm việc như một giáo viên trường học.
Díaz Ordaz tốt nghiệp Đại học Puebla vào ngày 8 tháng 2 năm 1937 với bằng luật sư. Ông trở thành giáo sư tại trường đại học và làm phó giám đốc từ năm 1940 đến năm 1941.